# Gashauseinführung
Gas-Hauseinführungen oder auch Gas-Hauseinführungskombinationen (kurz HEK) sind Hauseinführungen, die als Teil der Gasinstallation dem sicheren Einführen von brennbaren Gasen (Erdgas, Flüssiggas) in Gebäude dienen. In Deutschland, Österreich und der Schweiz bestehen bestimmte Anforderungen an die Ausführung des Gas-Hausanschlusses. Das Einführen des einfachen Medienrohrs durch die Außenwand ist ohne weitere Schutzmaßnahmen nicht zulässig.
HEKs können auch Bestandteil einer Mehrsparten-Hauseinführung sein.
Wenn die Gas-Hauseinführung die Hauptabsperrarmatur (HAE) enthält, so gehört sie zum Anlagenteil des Verteilnetzbetreibers (Gasversorger).

## Aufbau

Gashauseinführung: PE-Anschweißende (schwarz), Mauerrohr (gelb), Flansch mit darunterliegender Hauptabsperrarmatur (silber) und Firesafe-Schaltgriff (rot)

In der Regel bestehen HEKs aus einem PE-Anschweißende, einem Stahl-PE Übergang, einem Mauerrohr und einer Hauptabsperrarmatur.

### PE-Anschweißende
Am PE-Anschweißende, welches in der Regel aus PE100 (PE-HD) besteht, wird die Hausanschlussleitung angeschlossen. Die Anschlussmaße richten sich nach der SDR Rohrreihe.

### Stahl-PE-Übergang
Der Stahl-PE-Übergang bildet die sichere Verbindung vom PE-Anschweißende auf das Stahlrohr des Mauerrohrs. Er muss so ausgelegt sein, dass er keine Schwachstelle in der Rohrleitung darstellt. Im Schadensfall muss das Medienrohr versagen, bevor der Übergang nachgibt.

### Mauerrohr
Das Mauerrohr kann durch seine äußere Beschaffenheit sicher mit dem Gebäude verbunden werden. Es besteht in der Regel im Kern aus einem Stahlrohr, da dieses bei einem Brandfall im Gebäude nicht beschädigt und undicht wird. Die Außenseite ist meist eine PE-Schicht, die durch ihre Beschaffenheit eine sichere Verbindung zum Gebäude ermöglicht.

### Hauptabsperreinrichtung
Die Hauptabsperreinrichtung besteht aus einem Kugelhahn oder Ventil, welches mit dem Stahlrohr des Mauerrohrs verschweißt ist. Erst seit 1983 kommen hier Eck-Armaturen wie der Eckkugelhahn zum Einsatz. Die Abgangsseite der Hauptabsperreinrichtung hat einen definierten Anschluss, z. B. Innengewinde, Reglerverschraubung, Fest- oder Losflansch.

## Sicherheit
Gashauseinführungen tragen durch ihre konstruktive Gestaltung sowie der Einbaumöglichkeiten zu einer hohen Sicherheit bei und vermeiden dadurch Betriebsstörungen oder Unfälle.
So müssen Gashauseinführungen gewisse Zug- und Torsionskräfte aufnehmen können, die im Lauf der Lebensdauer einer HEK durch äußere Einflüsse auftreten können. Wenn z. B. die Hausanschlussleitung im Garten durch einen Baggerangriff belastet wird, darf dabei weder die HEK, noch die Gebäudeinneninstallation beschädigt werden, um einen unkontrollierten Gasaustritt zu vermeiden.
Ebenso muss eine HEK hochtemperaturbeständig (HTB) sein. Sie muss im Brandfall bei geschlossener Armatur dicht bleiben und auch nach dem Brand im erkalteten Zustand noch eine gewisse Dichtheit erreichen. Daher wird in der Regel ein Stahlrohr im Mauerrohr verwendet, da derzeit kein Kunststoff die Temperaturen eines Brandes sicher überstehen kann.
Zudem müssen HEKs gas- und wasserdicht mit dem Gebäude verbunden sein, so dass kein Wasser (Grundwasser, Sickerwasser) und kein Schleichgas (im Fall einer Leckage an der Gasleitung) ins Gebäude eindringen kann.
Gashauseinführungen sind in der Regel für eine Lebensdauer von mindestens 50 Jahren ausgelegt.

## Geschichte
Meilensteine:
| 1983    | Entwicklung des Eckkugelhahn durch Franz Schuck                              |
| 1986    | Erstellung der VP601 als Prüfgrundlage für HEK in Deutschland durch den DVGW |
| Um 2000 | PE100 setzt sich als Standardwerkstoff für Hausanschlussleitungen durch      |

## Zulassung und Richtlinien
In Deutschland werden Gashauseinführungen vom DVGW zugelassen. In Österreich macht dies die ÖVGW, in der Schweiz der SVGW.
Der jeweilige Verband hat dazu eine Prüfgrundlage erarbeitet, nach der die Bauteile geprüft und bewertet werden.
Die Ausführung sollte nach dem DVGW-Arbeitsblatt VP 601 erfolgen.

## Sanierung

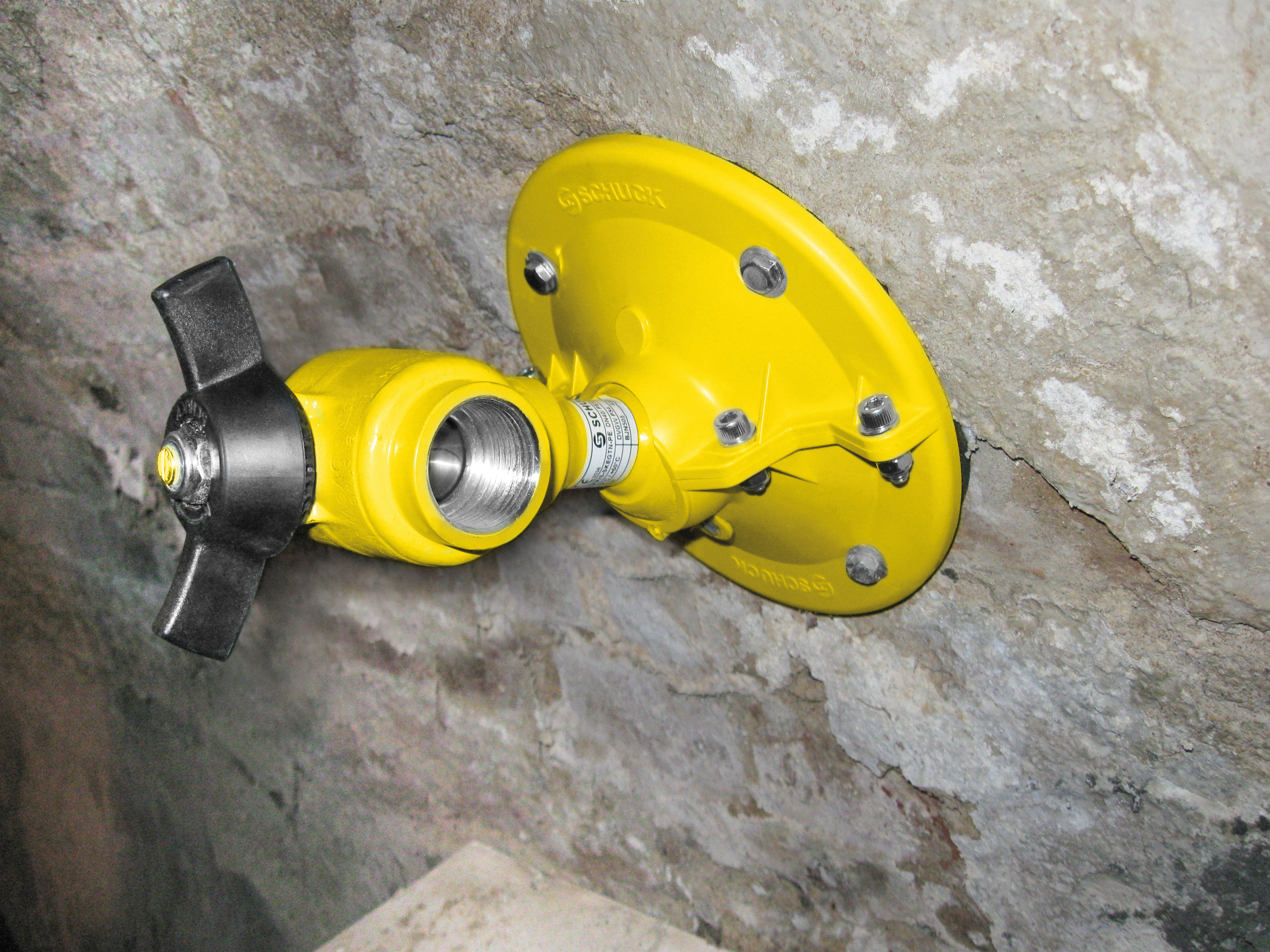
Sanierungskapsel mit schwenkbarer Montageplatte in Gewölbekeller

Für das Sanieren von Hausanschlüssen inklusive der Hausanschlussleitung gibt es unterschiedliche Produkte und Methoden. Das Spektrum reicht vom Aufbaggern und kompletten entfernen des Altbestands mit anschließender Neuverlegung bis hin zu Produkten, die das grabenlose Neuverlegen eines Hausanschlusses ermöglichen. Hierbei kommt häufig die Sanierungskapsel zum Einsatz.